# Śledztwa do kolacji
Śledztwa do kolacji (jap. 謎解きはディナーのあとで Nazotoki wa dinā no ato de) – seria powieści autorstwa Tokuyi Higashigawy z ilustracjami Yūsuke Nakamury, publikowana od września 2010 do grudnia 2012 nakładem wydawnictwa Shōgakukan. Na jej bazie powstała manga zilustrowana przez Ayę Kawase, która ukazywała się na łamach magazynu „Petit Comic” od kwietnia do listopada 2011. Sequel powieści, zatytułowany Shin nazotoki wa Dinner no ato de, był publikowany od marca 2021 do września 2024.
10-odcinkowa TV drama na podstawie powieści była emitowana od października do grudnia 2011. Adaptacja anime, za produkcję której odpowiada studio Madhouse, była emitowana od kwietnia do czerwca 2025.

## Bohaterowie
- Reiko Hōshō (jap. 宝生麗子 Hōshō Reiko)

Seiyū: Kana Hanazawa 
- Kageyama (jap. 影山)

Seiyū: Yūki Kaji 
- Kyōichirō Kazamatsuri (jap. 風祭京一郎 Kazamatsuri Kyōichirō)

Seiyū: Mamoru Miyano 
- Kuninyan (jap. くにニャン)

Seiyū: Yui Horie 
- Yaho Ranger Red (jap. やほレンジャーレッド Yaho Renjā Reddo)

Seiyū: Satoshi Nakao 
- Yaho Ranger Blue (jap. やほレンジャーブルー Yaho Renjā Burū)

Seiyū: Taichi Takeda 
- Yaho Ranger Yellow (jap. やほレンジャーイエロー Yaho Renjā Ierō)

Seiyū: Kōsuke Echigoya 

## Powieści

### Nazotoki wa Dinner noato de
| Nr | Data wydania (język japoński) | ISBN (język japoński)  |
| -- | ----------------------------- | ---------------------- |
| 1  | 2 września 2010               | ISBN 978-4-09-386280-6 |
| 2  | 10 listopada 2011             | ISBN 978-4-09-386316-2 |
| 3  | 12 grudnia 2012               | ISBN 978-4-09-386347-6 |

### Shinnazotoki wa Dinner no ato de
| Nr | Data wydania (język japoński) | ISBN (język japoński)  |
| -- | ----------------------------- | ---------------------- |
| 1  | 31 marca 2021                 | ISBN 978-4-09-386608-8 |
| 2  | 18 września 2024              | ISBN 978-4-09-386735-1 |

## Manga
| Nr | Data wydania (język japoński) | ISBN (język japoński)  |
| -- | ----------------------------- | ---------------------- |
| 1  | 10 listopada 2011             | ISBN 978-4-09-134168-6 |
| 2  | 9 sierpnia 2012               | ISBN 978-4-09-134609-4 |

## TV drama
Na bazie powieści powstała 10-odcinkowa TV drama, która była emitowana w stacji Fuji TV od 18 października do 20 grudnia 2011. 27 marca 2012 premierę miał również 2-godzinny odcinek specjalny.

## Anime
Adaptacja w postaci telewizyjnego serialu anime została ogłoszona 25 listopada 2024. Za produkcję wykonawczą odpowiedzialne jest studio Madhouse, a reżyserem został Mitsuyuki Masuhara. Scenariusz napisała Mariko Kunisawa, a oryginalne projekty postaci stworzyła Oreco Tachibana, które następnie zostały dostosowane do animacji przez Izumi Kawadę. Muzykę do serialu skomponował Takeshi Hama. Seria była emitowana od 4 kwietnia do 20 czerwca 2025 w bloku programowym Noitamina stacji Fuji TV. Motywem otwierającym jest utwór „Montage”, skomponowany przez Hiroyukiego Sawano i wykonany przez Kento Nakajimę, natomiast motywem końcowym „Rhapsody” w wykonaniu Billy Boo. Prawa do streamingu serii nabył Amazon, udostępniając go w serwisie Prime Video.

### Lista odcinków
| №  | Tytuł | Reżyseria                                      | Premiera         |
| -- | --- | ---------------------------------------------- | ---------------- |
| 1  | Witamy na morderczej imprezie, część pierwsza Satsui no pāti ni yōkoso File 1 (殺意のパーティにようこそ File 1) | Masaki Matsumura                               | 4 kwietnia 2025  |
| 2  | Witamy na morderczej imprezie, część druga / Wiadomość z zaświatów, część pierwsza Satsui no pāti ni yōkoso File 2 / Shisha kara no dengon o dōzo File 1 (殺意のパーティにようこそ File 2 / 死者からの伝言をどうぞ File 1)       | Masaki Matsumura, Tohru Ishida, Park Sihoo     | 11 kwietnia 2025 |
| 3  | Wiadomość z zaświatów, część druga Shisha kara no dengon o dōzo File 2 (死者からの伝言をどうぞ File 2) | Tohru Ishida, Yang Jeong-hee, Soonyoung Seo    | 18 kwietnia 2025 |
| 4  | Zabójcze romanse, część pierwsza Futamata ni hao kiwotsuke kudasai File 1 (二股にはお気をつけください File 1) | Yuuki Morishita                                | 25 kwietnia 2025 |
| 5  | Zabójcze romanse, część druga / To była vtuberka, część pierwsza Futamata ni hao kiwotsuke kudasai File 2 / Otoshinushi wa Vtuber de gozaimasu File 1 (二股にはお気をつけください File 2 / 落とし主はVtuberでございます File 1)  | Yuuki Morishita, Mitsuyuki Masuhara            | 2 maja 2025      |
| 6  | To była vtuberka, część druga Otoshinushi wa Vtuber de gozaimasu File 2 (落とし主はVtuberでございます File 2) | Mitsuyuki Masuhara                             | 9 maja 2025      |
| 7  | Z każdego pokoju można wyjść, część 1 Kanzen na misshitsu nado gozaimasen File 1 (完全な密室などございません File 1) | Kōki Mori, Hwang Il-jin, Seo Sun-yeong         | 16 maja 2025     |
| 8  | Z każdego pokoju można wyjść, część 2 / Nie toń w tej rzece, część 1 Kanzen na misshitsu nado gozaimasen File 2 / Kono kawa de oborenaide kudasai File 1 (完全な密室などございません File 2 / この川で溺れないでください File 1) | Tatsunori Miyake, Kim Bong-duk, Tōru Takahashi | 23 maja 2025     |
| 9  | Nie toń w tej rzece, część 2 Kono kawa de oborenaide kudasai File 2 (この川で溺れないでください File 2) | Tōru Takahashi, Gang Tae-sik                   | 30 maja 2025     |
| 10 | Piękna róża czasem jest zabójcza Kireina bara ni wa satsui ga gozaimasu (綺麗な薔薇には殺意がございます) | Shiro Suzuki                                   | 6 czerwca 2025   |
| 11 | Zamknięta panna młoda Hanayome wa misshitsu no naka de gozaimasu (花嫁は密室の中でございます) | Yuuki Morishita                                | 13 czerwca 2025  |
| 12 | Co skradziono? Ubawareta no wa nani de gozaimasu ka (奪われたのは何でございますか) | Masaki Matsumura                               | 20 czerwca 2025  |